# Bell Eagle Eye
Bell Eagle Eye – amerykański bezzałogowy śmigłowiec rozpoznawczy (ang. Unmanned Aerial Vehicle – UAV) z obracanym układem wirników, wyprodukowany przez firmę Bell Helicopter Textron, który bierze udział w programie finansowanym przez US Navy na bezzałogowy aparat latający pionowego startu i lądowania VT-UAV (Vertical Takeoff - UAV).

## Historia
Program budowy Eagle Eye rozpoczął się w 1993 roku od zbudowania dwóch pomniejszonych prototypów oznaczonych jako TR911X. W środkowej części kadłuba zamontowano silnik Allison Model 250-C20, układ przeniesienia napędu, poprzez skrzydła obracał wirnikami umieszczonymi na końcach skrzydeł. Podczas prób zniszczeniu uległ jeden z prototypów, drugi ukończył fazę testów. W 2002 roku wybudowano pełnowymiarowy egzemplarz Eagle Eye oznaczony jako TR918 już z docelowym silnikiem Pratt & Whitney PW200/55.

## Konstrukcja
Aparat jest konstrukcją kompozytową, z silnikiem umieszczonym centralnie w kadłubie, który poprzez układ przeniesienia mocy obraca dwoma, trzyłopatowymi śmigłami umieszczonymi w pylonach na końcach skrzydeł, pylony mogą się obracać względem osi poprzecznej samolotu o 90°. Podczas startu i lądowania pracują one jak wirniki śmigłowca a po obrocie w przód - jak śmigła samolotu. Do lądowania używane jest czterogoleniowe podwozie: główne, umieszczone w kadłubie, składające się z dwóch osi z przodu i z tyłu kadłuba, chowane podczas lotu i pomocnicze składające się również z dwóch, stałych osi na końcach pylonów z wirnikami. Podczas postoju samolotu na pokładzie okrętu, wysuwany jest hak, zamontowany w centralnej części kadłuba pomiędzy podwoziem głównym, służący do przymocowania aparatu do pokładu. Z racji tego, że aparat ma być używany przez jednostki pływające, aby zmniejszyć jego rozmiary, przód i tył kadłuba może być odchylany na boki zmniejszając rozmiary Eagle Eye. Aparat posiada system obserwacji przedniej półsfery w podczerwieni Star SAFIRE III oraz wielozadaniowy radar (MMR - Multi Mode Radar) RDR-1700, w zależności od wykonywanych zadań aparatura rozpoznawcza może być wymieniana.

## Służba
Eagle Eye brał udział w testach mających sprawdzić jego przydatność do służby w US Navy, US Marine Corps oraz amerykańskiej straży wybrzeża. Bell nawiązał również współpracę z francuską firmą SAGEM oraz niemiecką Rheinmetall AG w celu wejścia na europejski rynek samolotów bezpilotowych. W 2006 roku jeden z dwóch wybudowanych prototypów uległ rozbiciu. Po katastrofie oraz w obliczu braku zainteresowania konstrukcją potencjalnych odbiorców, cały projekt został przez Bella zarzucony.